# The Big L
"The Big L" é uma canção escrita por Per Gessle e lançada como terceiro single liberado do álbum Joyride (álbum de Roxette), da dupla pop sueca Roxette. O single esteve presente no Top 10 da Suíça e Nova Zelândia.

## Faixas

### CD Maxi
1. "The Big L." (album version) – 4:29
2. "One Is Such a Lonely Number" (demo version - September 1987) – 3:33
3. "The Big L." (the bigger, the better mix) – 6:16
4. "The Big L." (U.S. mix) – 4:18

### Single 7"
1. "The Big L." (album version) – 4:29
2. "One Is Such a Lonely Number" (demo version - September 1987) – 3:33

### Maxi 3"
1. "The Big L." (album version) – 4:25
2. "One Is Such a Lonely Number" (demo version - September 1987) – 3:33
3. "The Big L." (the bigger, the better mix) – 6:16
4. "It Must Have Been Love" – 4:18

## Desempenho nas paradas musicais
| Parada musical (1992)           | Posição Máxima |
| ------------------------------- | -------------- |
| Australian ARIA Singles Chart   | 20             |
| Austrian Singles Chart          | 11             |
| Dutch Singles Chart             | 14             |
| French SNEP Singles Chart       | 24             |
| German Singles Chart            | 13             |
| Irish Singles Chart             | 9              |
| New Zealand RIANZ Singles Chart | 34             |
| Swedish Singles Chart           | 10             |
| Swiss Singles Chart             | 13             |
| UK Singles Chart                | 21             |

## References
1. 1 2 3 4 5 6 7  "The Big L", in various singles charts Lescharts.com (Obtido em 5 de Janeiro de 2008)
2. ↑  German Singles Chart Charts-surfer.de (Obtido em 7 de Abril de 2008)
3. ↑  Irish Single Chart Irishcharts.ie (Obtido em 7 de Abril de 2008)
4. ↑  UK Singles Chart Chartstats.com (Obtido em 7 de Abril de 2008)